# 1909-es Tour de France
Az 1909-es Tour de France a francia kerékpárverseny első kiírása. 1903. július 5-én kezdődött, Párizsból indult a mezőny és augusztus 1-jén ér véget Párizsban. Népszerű lett a Tour, 1908-ban megrendezték az első belgiumi kerékpáros körversenyt és 1909-ben pedig elindult a Giro d’Italia. A verseny útvonala és távja azonos volt az előző két versennyel. Az 1909-es év mint az egyik legnehezebb vonult a krónikákba, a hideg, eső és hó miatt: egyes napokon csak 4 fok volt a hőmérséklet.
Rekordszámú, 150 kerékpáros indult a versenyen, 30 külföldi neves versenyzővel. Két osztályba sorolták a kerekeseket, voltak a szponzorált csapat tagok és 112 egyéni induló is. Hét csapat vett részt, a Nil-Supra, Alcyon, Biquet-Dunlop, Le Globe, Atala, Legnano és a Felsina 3-6 versenyzővel.
Az első szakaszt Cyrille van Hauwaert belga versenyző nyerte, így a Tour de France történetében az első nem francia aki vezetett a versenyen. A következő öt szakaszt François Faber nyerte meg, és ezzel máig rekorder. A második szakasz utolsó kétszáz kilométerét teljesen egyedül tette meg, a harmadikon egy kilométerrel a cél előtt a lánca szakadt el, gyalog tette meg a hátralévő távot. Az ötödik szakaszon lóval ütközött, a hatodikon 20 000 néző várta tőle az ötödik győzelmet, amit teljesített is, ötperces előnnyel. A hetedik szakasz után, ez kb. a verseny egyharmada volt, már ötven résztvevő kiesett, a szervezők megkérték Fabert a verseny érdekében mást is hagyjon nyerni.
Faber vezető helye nem forgott veszélyben még a kilencedik szakasz után sem, ahol csak tizedik lett, 26 ponttal volt kevesebbje mint a második Gustave Garrigou-nak. Az utolsó szakaszt Jean Alavoine úgy nyerte meg hogy az utolsó 10 kilométert gyalog, a vállán vitt törött kerékpárjával, 6 perc 30 másodperc előnnyel ért célba.

## Szakaszok
| Szakasz | Időpont      | Végpontok        | Jellege       | Hossz (km) | Szakaszgyőztes             | Összetett első             |
| ------- | ------------ | ---------------- | ------------- | ---------- | -------------------------- | -------------------------- |
| 1       | július 5.    | Párizs–Roubaix   | Sík szakasz   | 272        | Cyrille van Hauwaert (BEL) | Cyrille van Hauwaert (BEL) |
| 2       | július 7.    | Roubaix–Metz     | Sík szakasz   | 398        | François Faber (LUX)       | François Faber (LUX)       |
| 3       | július 9.    | Metz–Belfort     | Hegyi szakasz | 259        | François Faber (LUX)       | François Faber (LUX)       |
| 4       | július 11.   | Belfort–Lyon     | Hegyi szakasz | 309        | François Faber (LUX)       | François Faber (LUX)       |
| 5       | július 13.   | Lyon–Grenoble    | Hegyi szakasz | 311        | François Faber (LUX)       | François Faber (LUX)       |
| 6       | július 15.   | Grenoble–Nizza   | Hegyi szakasz | 346        | François Faber (LUX)       | François Faber (LUX)       |
| 7       | július 17.   | Nizza–Nîmes      | Sík szakasz   | 345        | Ernest Paul (FRA)          | François Faber (LUX)       |
| 8       | július 19.   | Nîmes–Toulouse   | Sík szakasz   | 303        | Jean Alavoine (FRA)        | François Faber (LUX)       |
| 9       | július 21.   | Toulouse–Bayonne | Sík szakasz   | 299        | Constant Ménager (FRA)     | François Faber (LUX)       |
| 10      | július 23.   | Bayonne–Bordeaux | Sík szakasz   | 269        | François Faber (LUX)       | François Faber (LUX)       |
| 11      | július 25.   | Bordeaux–Nantes  | Sík szakasz   | 391        | Louis Trousselier (FRA)    | François Faber (LUX)       |
| 12      | július 27.   | Nantes–Brest     | Sík szakasz   | 321        | Gustave Garrigou (FRA)     | François Faber (LUX)       |
| 13      | július 29.   | Brest–Caen       | Sík szakasz   | 424        | Paul Duboc (FRA)           | François Faber (LUX)       |
| 14      | augusztus 1. | Caen–Párizs      | Sík szakasz   | 250        | Jean Alavoine (FRA)        | François Faber (LUX)       |

## Összetett eredmények
| 1                        | François Faber (LUX)       | Alcyon   | 37  |
| 2                        | Gustave Garrigou (FRA)     | Alcyon   | 57  |
| 3                        | Jean Alavoine (FRA)        | Alcyon   | 66  |
| 4                        | Paul Duboc (FRA)           | Alcyon   | 70  |
| 5                        | Cyrille van Hauwaert (BEL) | Alcyon   | 92  |
| 6                        | Ernest Paul (FRA)          | –        | 95  |
| 7                        | Constant Ménager (FRA)     | Le Globe | 102 |
| 8                        | Louis Trousselier (FRA)    | Alcyon   | 114 |
| 9                        | Eugène Christophe (FRA)    | –        | 139 |
| 10                       | Aldo Bettini (ITA)         | –        | 142 |
| 150 induló, 55 célba érő |                            |          |     |

## Hegyi befutó
| Szakasz | Hegy            | Magasság | Versenyző                       | Ország            |
| ------- | --------------- | -------- | ------------------------------- | ----------------- |
| 3       | Ballon d'Alsace | 1178     | Francois Faber                  | Luxemburg         |
| 4       | Cerdon          | 595      | Ernest Paul                     | Francia           |
| 5       | Les Echelles    | 500      | Francois Faber                  | Luxemburg         |
| 5       | Ĉol de Porte    | 1326     | Francois Faber                  | Luxemburg         |
| 6       | Bayar           | 1246     | Francois Faber                  | Luxemburg         |
| 6       | Ĉote de Laffrey | 900      | Francois Faber Gustave Garrigou | Luxemburg Francia |